# Serra de les Tombes

La Serra de les Tombes, respecte del terme de Granera

La Serra de les Tombes és una formació muntanyosa del terme municipal de Granera, a la comarca del Moianès.
Està situada a la part central-occidental del terme, al nord-oest del Barri de l'Església.
Aquesta carena separa dues petites valls de torrents: al nord, el Sot de Sant Martí, i al sud, el torrent de la Rectoria. A ponent, enllaça amb la Carena de les Grutes.